# Chazaliella obovoidea
Chazaliella obovoidea är en måreväxtart som beskrevs av Bernard Verdcourt. Chazaliella obovoidea ingår i släktet Chazaliella och familjen måreväxter.

## Underarter
Arten delas in i följande underarter:
- C. o. longipedunculata
- C. o. obovoidea
- C. o. rhytidophloea
- C. o. villosistipula